# 思い出の指輪
『思い出の指輪』 (おもいでのゆびわ) は、斎藤耕一監督、松竹製作の1968年の日本のミュージカル映画。撮影も齊藤耕一が担当。

## ストーリー
城南学園には毎年、卒業生の中から最も優れた男子生徒を選び、ナルシス(水仙)の指輪を贈る伝統があった。このナルシスの指輪を手に入れることは、男子学生にとって最高の栄誉だった。 選考会が近づいたある日、大きな事件が起きた。 次期後継者に引き継がれるはずの指輪を、前年の資格者・堺(堺正章)が紛失してしまったのだ。同校の卒業生で運営委員の昌子（水森亜土）のもとに、南太平洋へ公演旅行中の堺から緊急電報が届く。 同校の女子生徒らから熱心に推薦された５人の候補者。清水（清水道夫）、林（林ゆたか）、小池（小池啓夫）、笹井（笹井一臣）、小松（小松久）、いずれ劣らぬ好青年だった。
委員会はその日から５人を徹底的にマークした。 一方、焦る昌子は選考が早すぎると説教し、指輪の返却を待つ。 ある日、委員たちは生徒会役員の相原真樹子（華かおる）の別荘で最終選考試験を受けることになった。しかし、湖畔に到着した5人は、途中で出会った美しい京子（尾崎奈々）に惹かれていく。 京子は、5人にとって忘れられない高校の音楽教師・坂本（中山仁）の妹だった。坂本は音楽を通じて、迷走していた5人を立ち直らせた。 京子は彼らに一夜限りのショーをするように頼み、彼らがステージで演奏し歌った曲はすべて坂本が彼らのために書いたものでした。 初めて出会う新たな魅力に真樹子たちは大興奮だったが、その日から5人は暗躍し始める。やがて5人はVSジャズ喫茶に出演するようになった。 これを発見した委員らは候補者としての資格剥奪を決定した。 しかし、その席で昌子から意外な事実が告げられる…。

## スタッフ
- 企画: 升本喜年
- 脚本: 桜井義久
- 監督: 斎藤耕一
- 製作: 堀威夫
- 音楽: 脇野孝司
- 撮影: 斎藤耕一
- 美術: 平田逸郎
- 編集: 井上周夫
- 照明: 海野義雄
- 録音: 杉崎喬
- スチール: 金田正

## キャスト
- ヴィレッジ・シンガーズ
  - 清水道夫
  - 林ゆたか
  - 小池啓夫
  - 笹井一臣
  - 小松久
- 妹尾昌子: 水森亜土
- 坂本京子: 尾崎奈々
- 坂本先生: 中山仁
- 戸田浩造: 毒蝮三太夫
- ザ・スパイダース
- ザ・ダーツ
- 広瀬マリ: 山本リンダ
- 相原真樹子: 華かおる
- 風間洋子: 徳永芽里
- 山田直美: 上田みゆき
- 北川良子: 佐々木梨里
- 吉岡照江: 加賀雪絵
- 小川幸子: 岩田直枝
- 新子: 親桜子
- 探偵Ａ: 青空はるお
- 探偵Ｂ: 青空あきお
- 仲人: 三遊亭歌奴
- 殺し屋: トリオ・ザ・パンチ
- 森ひろし: 守屋浩
- 千代子: 本間千代子
- 土田ウタエモン: 三遊亭歌一

## 挿入歌
- 『思い出の指輪』: 作詞: 橋本淳 / 作曲: 筒美京平 / 唄:	ヴィレッジ・シンガーズ

- 『亜麻色の髪の乙女』: 作詞: 橋本淳 / 作曲: すぎやまこういち / 唄: ヴィレッジ・シンガーズ
- 『虹の中のレモン』:作詞: 橋本淳 / 作曲: 筒美京平 / 唄: ヴィレッジ・シンガーズ

- 『バラ色の雲』:作詞: 橋本淳 / 作曲: 筒美京平 / 唄: ヴィレッジ・シンガーズ

- 『あの時君は若かった』: 作詞：菅原芙美恵 / 作曲：かまやつひろし / 唄: ザ・スパイダース

- 『帰らなくちゃ』: 作詞:三宅正蔵 / 作曲:遠藤実 / 唄: 山本リンダ

- 『ケメ子の歌』: 作詞:馬場祥弘 / 作曲:馬場祥弘 / 唄: ザ・ダーツ

## 同時上映
- 『夜明けの二人』